# Kowalewo Pomorskie
Kowalewo Pomorskie (do 22.IV.1939 Kowalewo; niem. Schönsee) – miasto w województwie kujawsko-pomorskim, w powiecie golubsko-dobrzyńskim, położone nad Strugą Młyńską. Siedziba gminy miejsko-wiejskiej Kowalewo Pomorskie.
Według danych GUS z 31 grudnia 2022 r. Kowalewo Pomorskie liczyło 4072 mieszkańców.
Według danych z 1 stycznia 2011 r. powierzchnia miasta wynosiła 4,45 km².

## Położenie
Miasto królewskie Kowalewo położone było w XVI wieku w województwie chełmińskim, w 1662 roku należało do starostwa kowalewskiego. W latach 1954–1972 miasto było siedzibą władz gromady Kowalewo, ale nie należało do niej. W latach 1975–1998 miasto administracyjnie należało do woj. toruńskiego.
Pod względem historycznym Kowalewo Pomorskie leży w ziemi chełmińskiej. Według regionalizacji fizycznogeograficznej Polski miasto położone jest na Pojezierzu Chełmińskim.
Przez Kowalewo Pomorskie przebiega droga krajowa 15 i droga wojewódzka nr 554.

## Historia
Po raz pierwszy Kowalewo było wzmiankowane w 1222 roku jako "quondam castrum Kovalewo". Początkowo gród darowany biskupowi Chrystianowi przez Konrada I mazowieckiego. Od 1231 Kowalewo było we władaniu Krzyżaków. W 1262 i w latach 1269-1273 warownię krzyżacką oblegali nieskutecznie Litwini, Bartowie i Jaćwingowie. Krzyżacy w latach 1277–1303 na wąskim przesmyku między dwoma jeziorami (dziś nieistniejącymi) wybudowali tu kamienno-ceglany zamek. Zamek ten znajdował się na zachód od kościoła, na wzgórzu, na którym obecnie (od 1911 r.) znajduje się wieża ciśnień. Osada otrzymała prawa miejskie w 1275 roku.
Zamek był siedzibą komturii kowalewskiej. Po raz pierwszy komtur (bruder Rudulphus czu Schoneze kompthur) został wymieniony w 1278 roku. We wrześniu 1330 roku zamek był przez kilka dni bezskutecznie oblegany przez wojska Władysława Łokietka.
W 1410 r. w bitwie pod Grunwaldem poległ komtur kowalewski Nicolaus von Vitz, dlatego też zamek w sierpniu został opanowany przez sprzyjających Polakom rycerzy Mikołaja (I) von Pfeilsdorfa i Hansa Polcke (z Pułkowa). Po objęciu zamku przez wojska polskie, król oddał zamek w zarząd podkanclerzemu koronnemu Mikołajowi Trąbie. Po kilkunastu miesiącach Krzyżacy przy wsparciu oddziałów inflanckich Berna von Hevelmanna odzyskali zamek. W ramach wojny golubskiej w 1422 r., gdy w okolicy pojawiły się wojska Jagiełły, Krzyżacy sami spalili miasto, natomiast zamek wytrzymał oblężenie rozpoczęte 28 sierpnia. Zamek został zdobyty przez propolski Związek Pruski w lutym 1454 roku. W 1466 r. w wyniku pokoju toruńskiego Kowalewo powróciło do Polski, stając się siedzibą starostwa grodowego. W dniu 5 października 1716 doszło do bitwy pod Kowalewem między wojskami królewskimi a oddziałami konfederatów tarnogrodzkich. Po I rozbiorze Polski w 1772 roku miasto znalazło się w zaborze pruskim. Po 1820 roku Prusacy rozebrali ruiny zamku. W latach 1833–1929 pozbawione praw miejskich. Od 1920 roku ponownie w składzie Polski.

## Demografia
Według danych z 31 grudnia 2022 r. miasto miało 4072 mieszkańców.

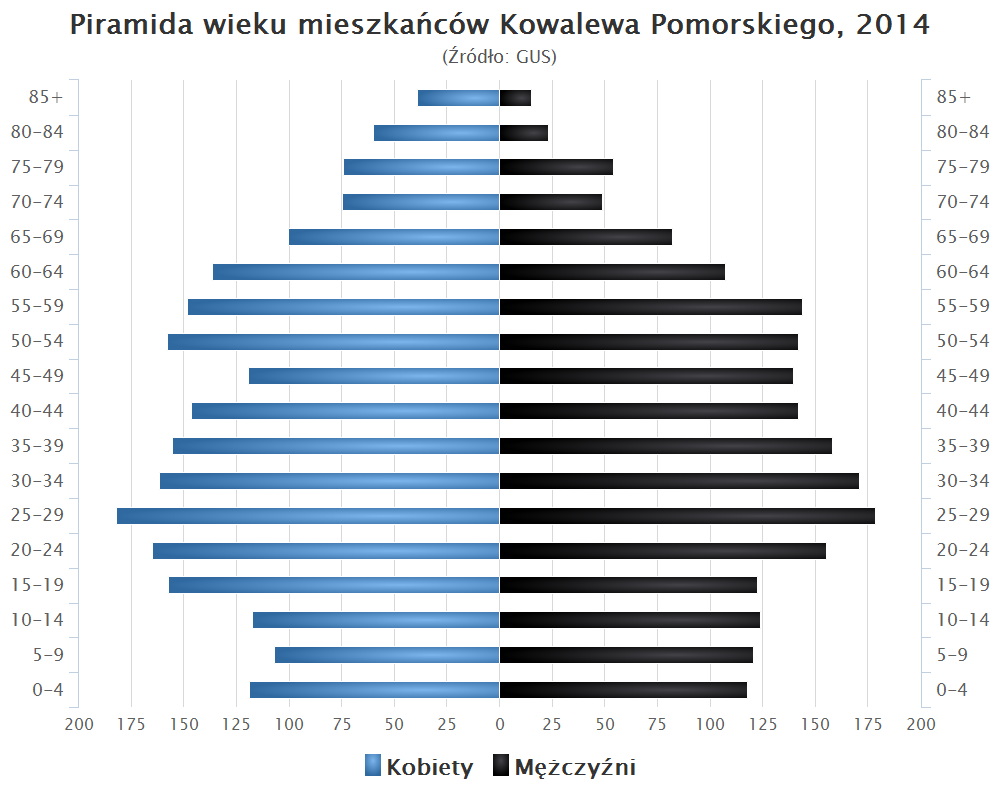
Piramida wieku mieszkańców Kowalewa Pomorskiego w 2014 roku

## Zabytki
Do rejestru zabytków nieruchomych wpisane są obiekty:
- Kościół parafialny pw. św. Mikołaja z XIV/XV (nr rej.: A/365 z 19.03.1930) – zbudowany w latach 1286-1300 w stylu gotyckim, przebudowany w XVII-XVIII w., z XVI-wieczną polichromią i wyposażeniem renesansowym, barokowym i rokokowym.
- Ruiny zamku krzyżackiego (nr rej.: A/150/66 z 18.10.1934) – zbudowany w latach 1280-1300. Został rozbudowany w XIV wieku. Od 1466 roku był siedzibą polskich starostów. Zamek został uszkodzony podczas drugiej wojny szwedzkiej i zaczął niszczeć. Ruiny zamku zostały rozebrane przez Prusaków w drugiej połowie XIX wieku, a na miejscu dawnej wieży głównej zbudowano neogotycką wieżę wodną. Zachowały się fragmenty gdaniska (filar arkady) przy ul. Strażackiej i fundamenty czworobocznego budynku, a także część kamiennych murów obwodowych podzamcza opasających wzgórze zamkowe. Zamek posiadał ośmiokątną wieżę główną (stołp) i cztery narożne, otoczony był murami i fosą zasilaną z dwóch nieistniejących już jezior.
- Fragmenty murów miejskich z przełomu XIII-XIV wieku (nr rej.: A/145/63 z 18.10.1934) – pozostałości obwarowań miejskich z okrągłą basztą murowaną z kamienia i cegły.
- Zajazd z 1912 roku (nr rej.: A/678 z 3.06.1996) – znajdujący się przy placu Wolności 1. Do lipca 2019 roku stanowił siedzibę Urzędu Miejskiego.

Wybrane zabytki miasta
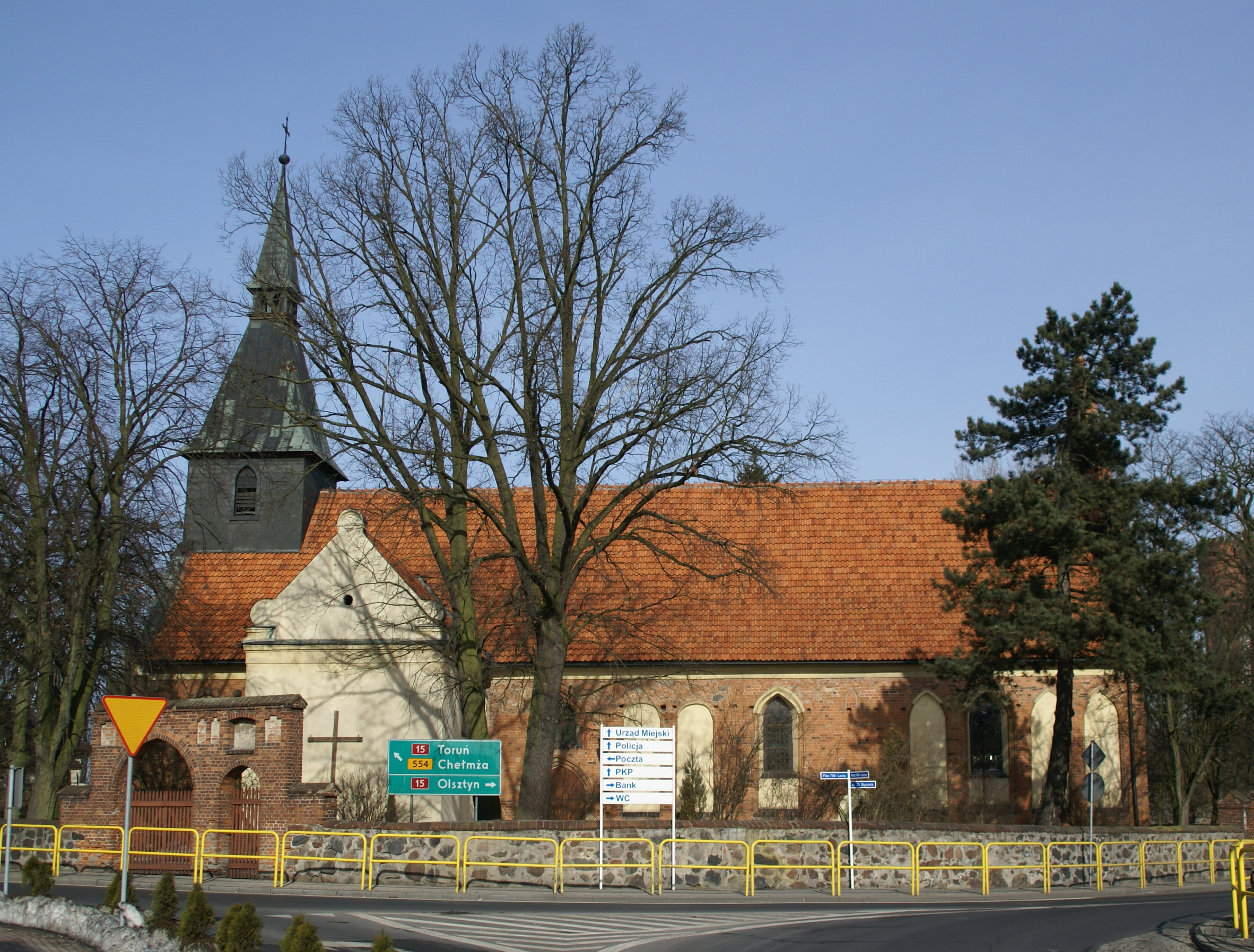
Kościół św. Mikołaja
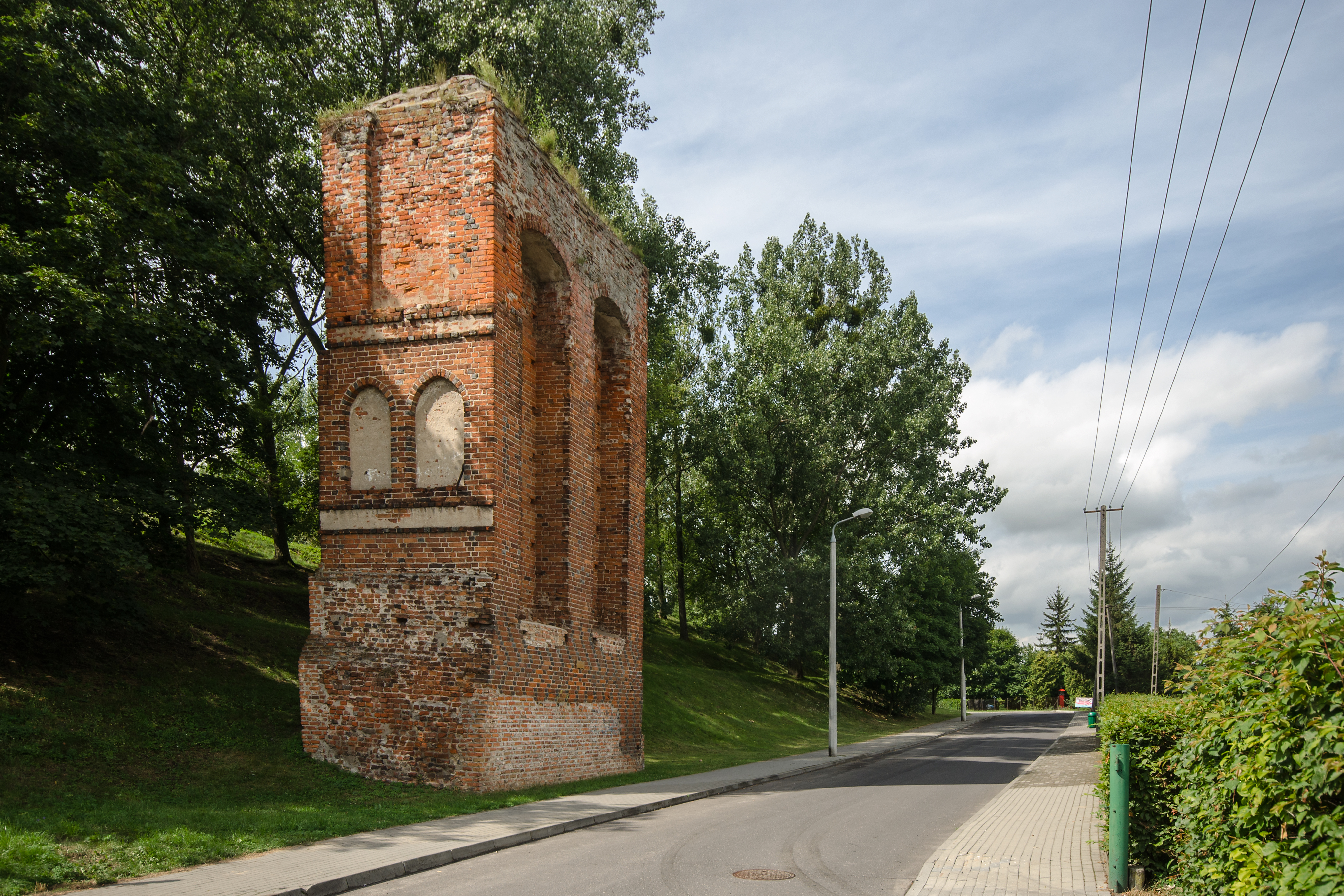
Filar gdaniska, będący pozostałością po zamku krzyżackim
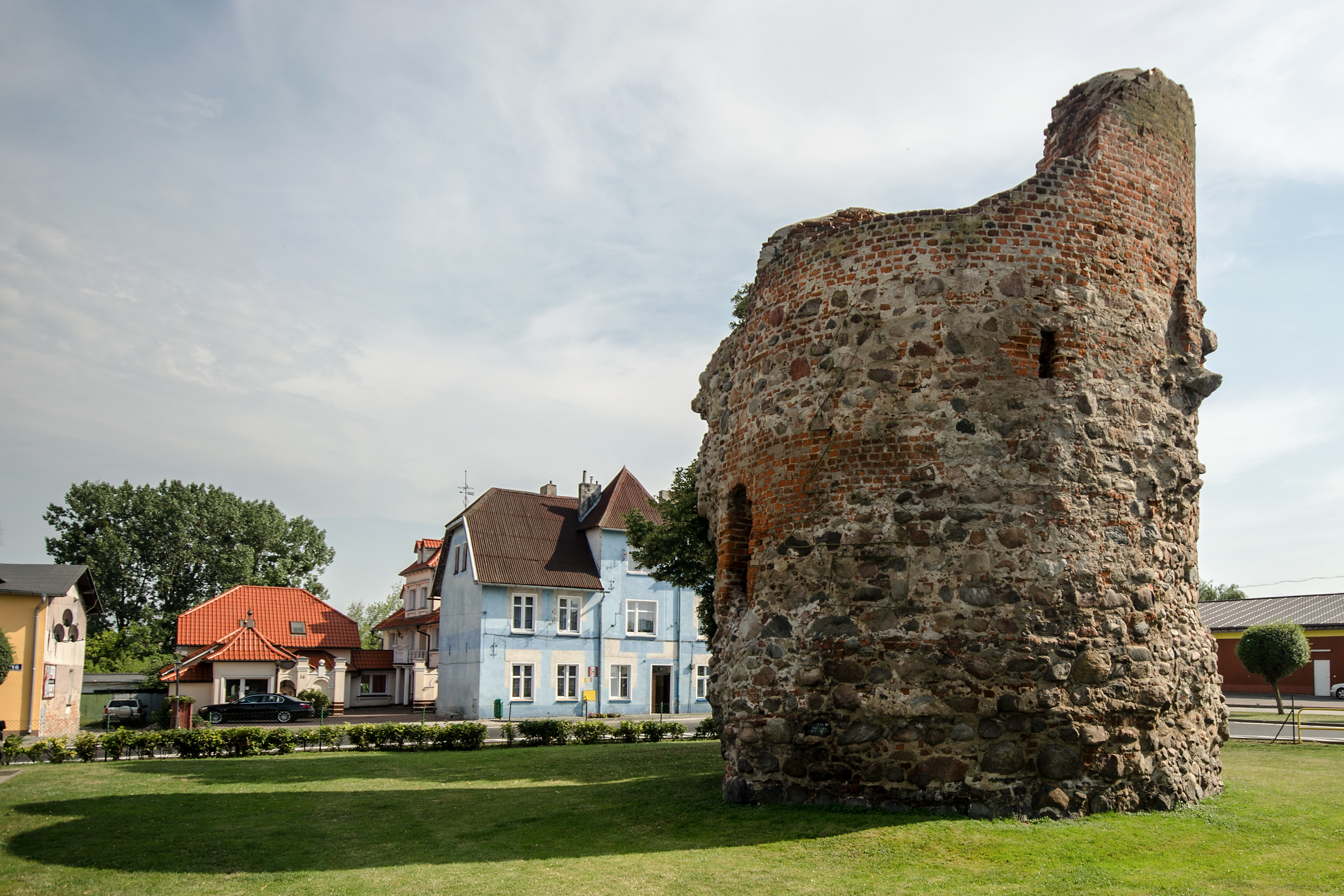
Wieża narożna murów miejskich
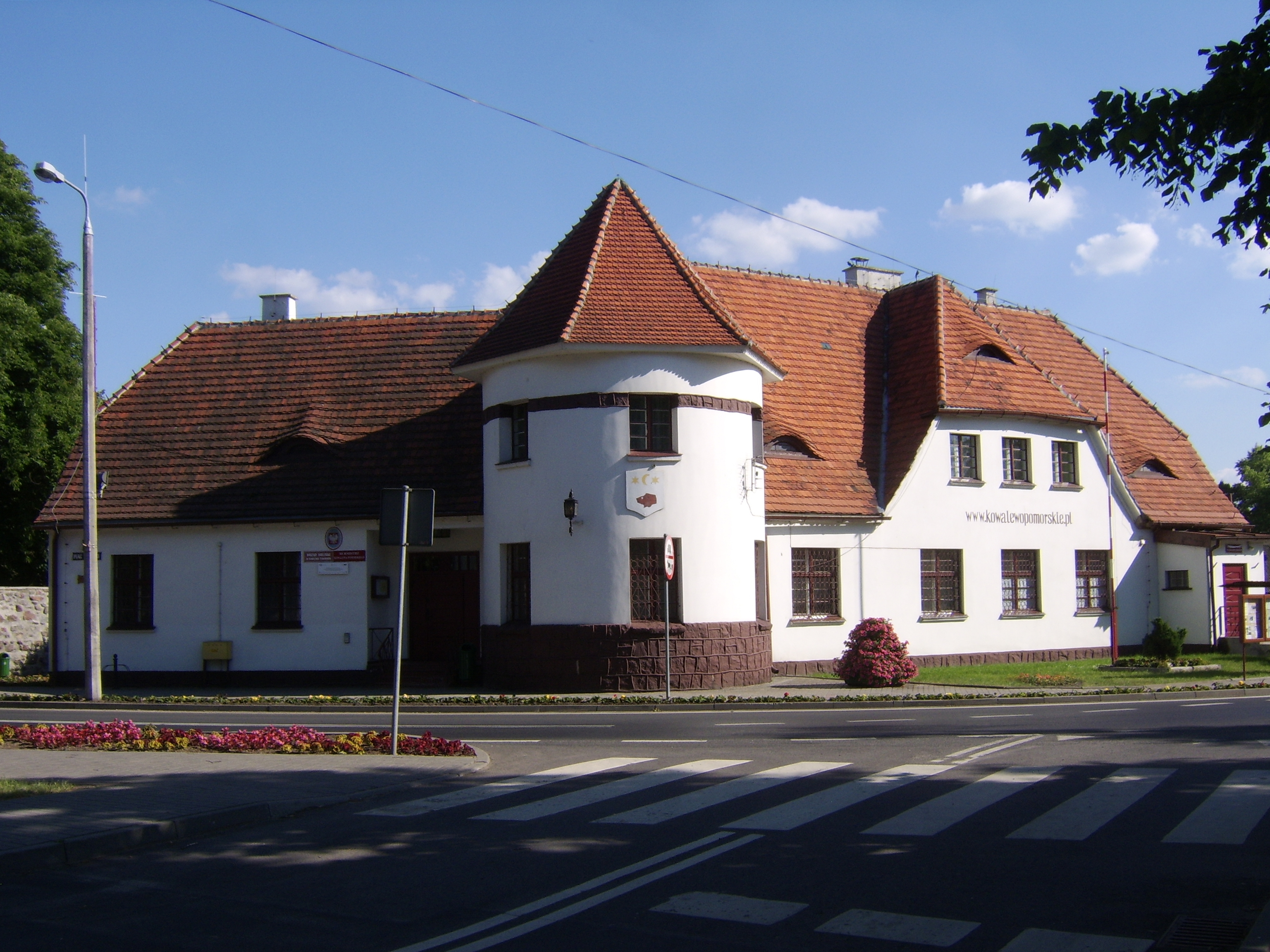
Zajazd z 1912 roku

## Wspólnoty wyznaniowe
- Kościół katolicki: Parafia św. Mikołaja (pl. 700-Lecia 24)
- Świadkowie Jehowy: Sala Królestwa (ul. Kilińskiego 2)[15]

## Szlaki turystyczne
- Szlak zielony o długości 71 km; trasa: Jabłonowo Pomorskie – Rywałd – Łopatki – Wąbrzeźno – Wałycz – Niedźwiedź – Wielkie Radowiska – Piątkowo – Pluskowęsy – Podborek – Kowalewo Pomorskie – Gajewo – Okonin – Elgiszewo – Ciechocin[16]